# Callicera rufa
Callicera rufa là một loài ruồi trong họ Ruồi giả ong (Syrphidae). Loài này được Schummel mô tả khoa học đầu tiên năm 1842. Callicera rufa phân bố ở vùng Cổ Bắc giới